# Xylophanes ferotinus
Xylophanes ferotinus is een vlinder uit de familie van de pijlstaarten (Sphingidae). De wetenschappelijke naam van de soort werd in 1930 gepubliceerd door Bruno Gehlen.